# San Rafael, Etzatlán
San Rafael är en ort i Mexiko.   Den ligger i kommunen Etzatlán och delstaten Jalisco, i den centrala delen av landet, 500 km väster om huvudstaden Mexico City. San Rafael ligger 1 440 meter över havet och antalet invånare är 166.
Terrängen runt San Rafael är kuperad. Runt San Rafael är det ganska tätbefolkat, med 56 invånare per kvadratkilometer. Närmaste större samhälle är Etzatlán, 10,9 km öster om San Rafael. I omgivningarna runt San Rafael växer huvudsakligen savannskog.